# Cirratulus borealis
Cirratulus borealis är en ringmaskart som beskrevs av Grube 1851. Cirratulus borealis ingår i släktet Cirratulus och familjen Cirratulidae. Inga underarter finns listade i Catalogue of Life.